# A Scots Quair
A Scots Quair è una trilogia dello scrittore scozzese Lewis Grassic Gibbon, il quale descrive la vita di Chris Guthrie, una donna del nord-est della Scozia durante il XX secolo.
Si compone di tre romanzi: Sunset Song (Canto del tramonto), Cloud Howe, e Grey Granite. Il primo è considerato come un classico importante (votato come il libro preferito dagli scozzesi in un sondaggio del 2005 organizzato dalla Scottish Book Trust e da altre organizzazioni), ma le opinioni sono varie riguardo agli altri due.
- Sunset Song (1932)
- Cloud Howe (1933)
- Grey Granite (1934)

## Sunset Song
Il personaggio principale è una giovane donna, Chris Guthrie, cresciuta in una famiglia contadina a Kinraddie (Kincardineshire) nel nord-est della Scozia all'inizio del XX secolo. La vita è dura, e la sua famiglia è distrutta.

## Cloud Howe
Cloud Howe riprende la storia di Chris Guthrie dal primo libro, Sunset Song. Si rende conto di cosa sia la sua vita durante il suo secondo matrimonio con Robert Colquhoun, un ministro della Chiesa di Scozia. Alla fine del romanzo muore sul pulpito mentre recita un sermone.

## Grey Granite
Grey Granite continua la storia di Chris Guthrie/Tavendale/Colquhoun. Si trasferisce nella città immaginaria di Duncairn (chiamata Dundon nel libro Cloud Howe). Nell'introduzione di Gray Granite, Gibbon afferma che Dundon/Duncairn non si riferisce né a Aberdeen ne a Dundee (come alcuni critici avevano ipotizzato), ma è "solamente la città che gli abitanti del Mearns finora non sono riusciti a costruire". Un personaggio importante è il figlio avuto dal primo matrimonio con Ewan Tavendale, chiamato anch'esso Ewan Tavendale. Egli diventa un attivista politico.

## Adattamenti
Adattamenti televisivi di tutte e tre le opere sono state fatte dalla BBC rispettivamente nel 1971, 1982 e 1983. Erano sceneggiate da Bill Craig e da Vivien Heilbron, la quale interpretò Chris.